# Rudy Fernandez (aktor)
Rodolfo Valentino Padilla Fernandez, znany jako Rudy Fernandez lub Daboy (ur. 3 marca 1953 w Manila, zm. 7 czerwca 2008 w Quezon City) – filipiński aktor, producent filmowy oraz polityk, w latach osiemdziesiątych i dziewięćdziesiątych gwiazdor kina akcji. W 2007 r. laureat Fernando Poe Jr. Memorial Award; w latach 1977–1999 dwukrotny zdobywca nagrody FAMAS (był także trzynaście razy nominowany do tego lauru).
Syn reżysera Gregorio Fernandeza. Studiował na University of Santo Tomas, wówczas rozpoczął działalność aktorską. Miał trzech synów: aktora i byłego tancerza Marka Anthony'ego Fernandeza (ur. 1979) ze związku z aktorką/polityk Alma Moreno, a także Raphaela i Renza Mariona Fernandezów z małżeństwa z aktorką/osobowością telewizyjną/producent wykonawczą Lorną Tolentino.
Zmarł na raka w wieku pięćdziesięciu pięciu lat.